# Radicaal (fonetiek)
Een radicaal is in de fonetiek een medeklinker die wordt gearticuleerd met de achterkant van de tong, in de keel. Deze klanken kennen de faryngaal en epiglottaal als articulatiepunten. 
De term radicaal werd ingevoerd om de term faryngaal, die voorheen werd gebruikt voor elke klank die in de keel werd gearticuleerd, beter te kunnen definiëren. De term faryngaal wordt soms echter nog steeds in de bredere betekenis gebruikt.
Deze pagina bevat fonetische informatie in het IPA, die in sommige browsers mogelijk niet correct wordt weergegeven.
Waar symbolen in paren voorkomen, vertegenwoordigt het rechter teken een stemhebbende medeklinker. Gearceerde gebieden bevatten medeklinkers die worden beschouwd als onuitspreekbaar.
Zie ook: IPA, Klinkers